# Merzkirchen
Merzkirchen är en kommun i Landkreis Trier-Saarburg i förbundslandet Rheinland-Pfalz i Tyskland. Kommunen bildades 16 mars 1974 genom en sammanslagning av kommunerana Dittlingen, Kelsen, Körrig, Portz, Rommelfangen och Südlingen i Merzkirchen.
Kommunen ingår i kommunalförbundet Verbandsgemeinde Saarburg-Kell tillsammans med ytterligare 28 kommuner.